# Зелиџ
Зелиџ (арап. زليج) је стил мозаичног рада направљеног од појединачно ручно клесаних комада плочица. Комади су обично различитих боја и спајани су заједно како би формирали различите шаре на основу теселација, а најзначајнији су били сложени исламски геометријски мотиви, као што су звездане шаре састављене од различитих полигона. Овај облик исламске уметности једна је од главних карактеристика архитектуре у западном исламском свету. Налази се у архитектури Марока, архитектури Алжира, раним исламским локалитетима у Тунису и у историјским споменицима Ал Андалуса (на Пиринејском полуострву). Од 14. века па надаље, зелиџ је постао стандардни декоративни елемент дуж доњих зидова, у фонтанама и базенима, на минаретима и за поплочавање подова.
После 15. века традиционални мозаични зелиџ је изашао из моде у већини земаља, осим у Мароку, где се и данас производи.  Зелиџ се налази у модерним зградама које користе традиционалне дизајне, као што је џамија Хасана II у Казабланки, којој је додана нову палету боја са традиционалним дизајном. Утицај зелиџ шара био је очигледан и на шпанским плочицама произведеним током периода ренесансе и види се у неким модерним имитацијама осликаним на квадратним плочицама.

## Име
Реч зелиџ (زليج) је изведено од глагола залаја (زَلَجَ) што значи „клизити“, у односу на глатку, глазирану површину плочица. Реч азулехо на португалском и шпанском језику, која се односи на стил осликаних плочица у Португалу и Шпанији, потиче од речи зелиџ. У Шпанији, техника мозаичних плочица која се користи у историјским исламским споменицима попут Алхамбре назива се и аликатадо, шпанска реч која потиче од арапског глагола qata'a (ﻗَﻄَﻊَ) што значи „сећи“.

## Историја

### Порекло (од 10. до 13. века)
Техника израде мозаичних плочица вероватно је инспирисана или изведена из византијских мозаика, а затим су је муслимански мајстори прилагодили за израду фајанс плочица.  Фрагменти зелиџ плочица из Мансурије (Сабра) у Тунису, који вероватно потичу из фатимидског периода из средине 10. века или из периода зиридске окупације средином 11. века, указују на то да се техника могла развити у западном исламском свету око овог периода. Жорж Марке је тврдио да ови фрагменти, заједно са сличним украсима пронађеним у Махдији, указују на то да је техника вероватно настала у Ифрикији и да је потом извезена даље на запад.
До 11. века, техника зелиџа је достигла софистицирани ниво у западном исламском свету, што потврђују разрађени тротоари пронађени у престоници Хамадида, Бани Хамаду и у Алжиру. Модерна ископавања овде су открила низ испреплетаних плочица, укључујући плочице у облику крста осликане сјајем, и плочице у облику осмокраке звезде једнобојне зелене или тиркизне боје. Пронађене у палатама изграђеним између 1068. и 1091. године, оне би могле бити приписане ифрикијским занатлијама који су побегли од инвазија Бану Хилала на исток и потражили уточиште код Хамадида отприлике у то време, иако су плочице са сјајем можда биле увезене из других места.  Генерално, хамадидске палате су више користиле глазирану керамичку архитектонску декорацију него ранија исламска архитектура и можда су одиграле улогу у промоцији овог архитектонског начина у остатку западних исламских земаља.
Током наредног алмохадског периода, истакнуте траке керамичке декорације у зеленој и белој боји биле су карактеристичне за минарете џамије Кутубија и џамије Касбах у Маракешу. Релативно једноставног дизајна, могли су одражавати уметничке утицаје берберске културе Санхаџа. Џонатан Блум наводи глазиране плочице на минарету џамије Кутубија, које датирају из средине 12. века, као најранији поуздано датиран пример зелиџе у Мароку. Појединачни комади плочица су велики, што омогућава да се узорак види из даљине. Сваки комад је пре печења био пробушен малом рупом како би се плочице могле причврстити ексерима за дрвени оквир постављен у површину малтера на овом делу минарета. Минарет џамије Касбах, изграђен нешто касније, 1190-их, генерално користи више керамичке декорације, укључујући геометријске мозаике на горњим деловима минарета у истој техници као и они на Кутубији (мада мало разноврснији у дизајну).
Плочице на оба минарета данас су модерне репродукције оригинала, чији су фрагменти сачувани у резервној колекцији музеја палате ел Бади.

### Генерализација широм региона (од 14. до 15. века)
Сложенији зелиџ стил који је данас познат постао је широко распрострањен током прве половине 14. века за време династичких периода Маринида, Зајанида и Насрида у Мароку, Алжиру и Ал Андалусу. Због значајног културног јединства и односа између Ал Андалуса и западног Магреба, облици зелиџе под покровитељством Маринида, Насрида и Зајанида су изузетно слични.  У Ифрикији (Тунис), под династијом Хафсида, зелиџ плочице су у великој мери изашле из моде у истом периоду и замењене су каменим и мермерним панелима. 
Зелиџ плочице су се најчешће користиле за поплочавање подова и покривање доњих зидова унутар зграда. Зелиџ је такође коришћен на спољашњости минарета и на неким улазним порталима. Геометријски мотиви су преовлађивали, а током овог периода су се формирали обрасци све веће сложености. Ређе су стварани и биљни или цветни арабескни мотиви. На зидовима, зелиџ геометријски дадои су обично били украшавани епиграфским фризом. У овом периоду коришћено је више боја као што су жута (коришћењем оксида гвожђа или хром жуте), плава и тамносмеђа манганска боја. Овај стил мозаика од плочица, формиран састављањем великог броја малих ручно сечених комада како би се формирао узорак, очигледан је у познатим грађевинама из тог периода као што су палате Алхамбра, џамије у Тлемсену и медресе Маринида у Фесу, Мекнесу и Салеу. Такође се налази у неким хришћанским шпанским палатама из истог периода које су запошљавале муслиманске или мудехарске занатлије, а најзначајнији је Алказар у Севиљи, чији су делови из 14. века савремени са Алхамбром и садрже зелиџ плочице у истом стилу, мада нешто мање софистицираности.
Међу најизузетнијим сачуваним примерима насридске зелиџске уметности су дадои Мирадор де Линдараха и Торе де ла Каутива у Алхамбри, оба из 14. века. Док је арапска епиграфија обично била уклесана штуко или осликана на већим квадратним плочицама, ова два примерка садрже веома фине арапске натписе на насхи писму, који су направљени од склапања обојених комада плочица исечених у облику самих слова и постављених на белу позадину. Плочице Торе де ла Каутива се додатно разликују по употреби љубичасте боје која је јединствена у архитектонској декорацији зелиџе. Дадо Мирадора из Линдараје такође садржи посебно напредну геометријску композицију са веома финим мозаичким комадима испод нивоа натписа. Неки од комада плочица у овој композицији имају ширину од само 2 милиметра.
Поред зелиџ рада даље на западу, међу занатлијама Тлемцена развио се донекле препознатљив стил са јарко обојеним комадима, често у цветним узорцима палмета и спирала. Најважнији рани пример овог стила била је декорација медресе Ташфинија (која више не постоји), коју је основао Абу Ташфин I (владао 1318–1337). Овај тип се касније појавио у каснијим споменицима овог доба, углавном у Тлемцену (као што су џамија и медреса Абу Мадијана), али и даље у Маринидској медреси у Чели, што сугерише да је иста радионица занатлија можда била запослена код Маринида отприлике у то време. Употреба зелиџ декорације на улазним пролазима, иначе неуобичајена у остатку Магреба, такође је била најкарактеристичнија за архитектуру Тлемцена.  Данас, археолошки музеј у Тлемсену садржи многе остатке плоча и фрагмената зелиџе из разних средњовековних споменика који датирају још из династије Зајанида.
Епиграфски фризови у маринидским плочицама, који су обично прекривали главне мозаичке дадое, рађени су другачијом техником познатијом као зграфито (од италијанске речи за „изгребано“).  У овој техници, квадратне плоче су глазиране црном бојом, а глазура је затим одсецана око жељеног мотива, остављајући арапски натпис и друге декоративне украсе у црном рељефу на голој земљаној подлози.  Понекад је земљана позадина прекривена белим премазом, а у неким приликама се уместо црне користи зелена глазура како би се оставио зелени мотив у рељефу. Пример овог другог види се на керамичкој декорацији минарета медресе Бу Инанија у Фесу (1350–1355), унутар удубљења мотива себке.

### Каснија историја (16. век и касније)
У 16. веку већи део Северне Африке је дошао под османску власт. У Алжиру, аутохтони зелиџ стил је углавном замењен малим квадратним плочицама увезеним из Европе, посебно из Италије, Шпаније и Делфта, а понекад и из Туниса. Неки примери традиционалнијих мозаичних плочица пронађених у овом касном периоду можда су се наставили производити у Тлемсену.  У Тунису, још један стил декорације плочица, калалин плочице, постао је уобичајен током 18. века и производио се локално. Састојао се од квадратних панела фиксне величине, осликаних сценама и цвећем, техником сличном италијанској мајолици, а не ранијој техници мозаика.
У Мароку су постојећи архитектонски стилови одржавани уз релативно мало спољних утицаја. Овде се традиционални зелиџ наставио користити и након 15. века и производи се до данас. Под династијом Саади у 16. веку и у наредним вековима, употреба зелиџа постала је још свеприсутнија у Мароку и покривала је све веће површине. Током владавине алавитског султана Мулај Исмаила (1672–1727), зелиџ је интензивно коришћен на фасадама монументалних капија нове царске тврђаве у Мекнесу.
Под Садидима, сложеност геометријских узорака је повећана за декорацију најлуксузнијих зграда, као што је палата Бади (сада у рушевинама). Неке од зелиџ композиција у Саадским гробницама су међу најбољим примерима ове врсте декорације. :У овом примеру, мајстори су користили финије (тање) комаде мозаика, а танки, линеарни комади који чине каиш су обојени, док су већи комади који чине „позадину“ бели. Ова шема је обрнула образац бојења који се генерално виђао код старијих зелиџ декорација (где је основа била обојена, а линеарни каишеви бели).
Током векова од периода Садида, техника зграфита, која се раније користила за маринидске епиграфске фризове, ушла је у општу употребу у Мароку као једноставнија и економичнија алтернатива мозаицима. Ова врста плочица се често користила на пространствима великих капија и портала. Мотиви су често релативно једноставнији и мање шарени него у традиционалном мозаичном зелиџ стилу. Поред црне глазуре, у каснијим примерцима овог типа коришћена је и зелена или плава глазура за добијање мотива у овим бојама. Пример овога може се видети на плаво-зеленим плочицама обложеним фасадама капије Баб Бу Џелуд у Фесу, изграђене 1913. године.
У данашњем Мароку, зелиџ уметничка форма остаје једно од обележја мароканског културног и уметничког идентитета и наставља да се користи у модерној мароканској архитектури.  Фес остаје његов најважнији центар производње. Радионице у другим градовима попут Мекнеса, Салеа и Маракеша углавном опонашају исти стил као и занатство из Феса. Изузетак је град Тетуан (у северном Мароку), који од 19. века има сопствену индустрију мозаика зелиџ која користи технику која се разликује од оне у Фесу. Узорци традиционалног зелиџа се и даље користе у неким шпанским декоративним плочицама, али у модерним шпанским плочицама геометријски мотиви су једноставно насликани и печени на великим плочицама, уместо да се формирају мозаиком.

## Израда
Зелиџ плочице се прво израђују у глазираним квадратима, обично 10 цм, затим се ручно сече малим чекићем сличним теслу у разне унапред утврђене облике (обично научене напамет) неопходне за формирање целокупног узорка. Иако се тачни обрасци разликују од случаја до случаја, основни принципи су вековима били константни, а марокански мајстори су и данас вешти у њиховој изради. Мали облици (исечени према прецизном мерилу радијуса) различитих боја се затим склапају у геометријску структуру као у слагалици, како би се формирао комплетан мозаик. Јединствено у граду Тетуану, зелиџ плочице се секу у жељене облике пре печења. Ово резултира тврђом емајлом која дуже траје, али боје нису тако светле и комади плочица се генерално не спајају тако чврсто као они произведени у другим градовима попут Феса.

Након печења и сечења, плочице су полагане лицем надоле на земљу и састављане у предвиђени образац. Задња страна плочица је премазана танким слојевима малтера. Када се осуши, овај премаз спаја делове плочица у веће панеле.  Код насридских плочица, малтер је мешан са нитима еспарто траве и трске, како би им се обезбедила већа чврстоћа. Панели су затим причвршћени за зидове малтером.  У случају алмохадских плочица на минаретима џамије Кутубија и Касба у Маракешу, плочице су биле приковане за дрвени оквир постављен у површину зида иза њих.
- Осмострана звездаста плочица, главни ослонац маварског/исламског дизајна.
- Занатлије секу комаде зелиџа, Фес, Мароко.
- Лабаве плочице након длетовања главне глазиране плочице. Фес, Мароко.
- Зелиџ се склапа за инсталацију у Фесу, у Мароку.

## Облици и обрасци
У традиционалној декорацији зелиџе, геометријски обрасци различите сложености били су најистакнутији и најраспрострањенији мотив. Арабескни мотиви су такође коришћени, мада ређе. Геометријски обрасци су створени на основу теселације: методе покривања површине употребом облика који се могу понављати и спајати без преклапања или остављања празних простора између њих. Ови обрасци се могу бесконачно проширивати. У исламској уметности, најважнији типови теселације у геометријским мотивима засновани су на правилним полигонима. Овај облик изражавања у оквиру концептуалног оквира исламске уметности ценио је стварање просторних декорација које су избегавале приказе живих бића, што је у складу са табуима аниконизма у исламу о таквим приказима. Традиције рада са мозаичним плочицама биле су распрострањене и у различитим периодима у другим деловима исламског света, укључујући Иран, Анадолију и Индијски потконтинент. Док су у источном исламском свету плава и тиркизна биле доминантне боје, у западном зелиџу жута, зелена, црна и светло смеђа биле су веома честе, а плава и тиркизна су се такође појављивале у мешавини, и обично су биле постављене на белој подлози.
У западној исламској уметности, под династијама Насрида и Маринида, створен је велики број геометријских узорака за архитектонску декорацију. Међу најчешћим је био узорак који је користио композиције са шестокраким и дванаестокраким звездама, са осмокраким звездама уметнутим између њих. Популарни тренд био је коришћење образаца заснованих на системима четвороструке симетрије. Ова породица узорака била је широко коришћена у другим муслиманским културама даље на истоку, али у Магребу и Ал Андалусу уметници су се истакли у њиховој употреби и увели неколико иновација. Једна иновација била је да се понављајућа јединица шара учини већом, са ширим композицијама које укључују много различитих полигоналних облика. Друге иновације биле су уградња сложенијих шеснаестокраких звезда у неке од ових образаца и уметање даљих „произвољних“ елемената дизајна унутар ширих образаца. Ове иновације нису само повећале сложеност мотива, већ су и повећале њихову визуелну разноликост.  Породица образаца који укључују петоструку симетрију, која је била широко коришћена и развијена у остатку исламског света, била је мање уобичајена у Магребу и Ал Андалусу.   Неки примери овог обрасца из маринидског периода налазе се у зелиџ плочицама медреса ал-Атарин и Бу Инанија у Фесу, где је већа визуелна разноликост поново постигнута употребом великих понављајућих јединица.  У овим и другим примерима, додатна визуелна разноликост је постигнута и употребом боје. Варирањем боја делова, могли би се истаћи различити обрасци унутар истог геометријског мотива. 

Коришћене су и друге врсте композиција, многе од њих много једноставније. Неки мозаици су једноставно били састављени од обојених квадрата. Једна варијација овога је шаблон сличан „шаховској табли“ састављен од понављајућих квадрата/ромбова раздвојених белим тракама са осмокраким звездама на њиховим пресецима.  У Алхамбри, неки мотиви зелиџе били су састављени од испреплетаних трака или шара, понекад као део уског фриза који се обавија око врата или се протеже изнад већих  дадоа. Још један мотив карактеристичан за Алхамбру је „птица Насрид“, који је састављен од трокраке звезде са закривљеним крацима која се понавља у мотиву налик точку. Још један мотив се састоји од једног понављајућег криволинијског облика који подсећа на двоглаву секиру, који се налази у Алхамбри, а такође је чест у зелиџу у Тетуану у Мароку, где је на арапском познат као „четири чекића“ (arba'a matariq). Праволинијски облик овог мотива, сличан зелиџу из 12. века на минарету џамије Кутубија, налази се и у Алхамбри, где се на шпанском назива мотивом „кости“ (hueso).   Мотив дарџ-ва-ктаф (или себка) се такође користи у неким маринидским плочицама, укључујући примере у медресама ал-Атарин и Бу Инанија.   Посведочени су и бројни други теселирани мотиви.
- Примери зелиџе кроз периоде и стилове
- Остаци зелиџа са мотивом осмокраке звезде, у маринидским рушевинама Челе у Рабату, Мароко (14. век)
- Зелиџ примењен на закривљене површине у Маринидској медреси у Салеу (14. век)
- Зелиџ на минарету медресе Бу Инанија у Фесу (14. век), са мозаичним панелима испод и зеленим зграфито плочицама изнад
- Фрагмент из Тлемцена, Алжир, из 14. века
- Акварелни цртеж који приказује различите зелиџ шаре у медреси Ташфинија у Тлемсену из 14. века, пре њеног рушења у 19. веку.
- Зелиџ са мотивима шеснаесторокраке звезде у Алхамбри, у Гранади (14. век, са каснијим шпанским амблемом уметнутим у средину)
- Зелиџ са шаховским узорком и осмокраким звездама, у Дворишту мирти Алхамбре
- Зелиџ трака са преплетеним мотивом на улазу у палату Комарес у Алхамбри (14. век)
- Зелиџ са мотивом „птице Насрид“ у Дворишту мирти у Алхамбри (14. век)
- Дигитална рекреација мотива „кости“, укључујући праволинијске (лево) и криволинијске (десно) варијанте
- Зелиџ са мотивом дарж-ва-ктафа у медреси ал-Атарине у Фесу (14. век)
- Зелиџ поплочавање око фонтане медресе Ал-Атарин у Фесу
- Медреса Бен Јусеф у Маракешу (16. век)
- Детаљ Баб ал-Мансура у Мекнесу (почетак 18. века)
- Пример зелиџа у Тетуану
- Зелиџ из 20. века у Махкамат ал-Паши у Казабланки, Мароко
- Реинтерпретирани зелиџ Едмонда Бриона у банци Ал-Магриб у Казабланки

Исламска декорација и занатство имали су значајан утицај на западну уметност када су млетачки трговци доносили робу разних врста назад у Италију од 14. века па надаље. Теселације зелиџ плочица у Алхамбри у Гранади такође су биле важан извор инспирације за рад холандског уметника 20. века М. Ц. Ешера. Теселације у мозаицима су од интереса за академска истраживања у области математике уметности. Ове студије захтевају стручност не само у областима математике, уметности и историје уметности, већ и у рачунарству, рачунарском моделовању и софтверском инжењерству.

## Глине
У Мароку, Фес је и даље центар за производњу зелиџ плочица, делимично због сиве глине из миоцена која се налази у том подручју. Глина из овог региона је првенствено састављена од каолинита. У Фесу и на другим локалитетима, укључујући Мекнес, Сафи и Сале, састав глине која се користи за керамику је 27–56% глинених минерала, од чега је 3–29% калцит (око 16% за Фес). Кварц и мусковит су такође присутни, са око 15–29% и 5–18%.

## Занатлије
Израда зелиџа се сматра уметношћу само по себи. Уметност се преноси с генерације на генерацију преко ма'алема (мајстора занатлија). Потребна је дуга обука да би се стекле потребне вештине, а обука обично почиње у детињству. У Фесу, занатлије почињу обуку између 6 и 14 година, а просечно шегртовање траје отприлике десет година, при чему је потребно још много година да би се постигао статус ма'алем. Године 1993, мароканска влада је ратификовала Конвенцију о правима детета, укидајући праксу запошљавања деце млађе од 15 година на пословима који су опасни или ометају њихово образовање, али студија из 2019. године наводи да се пракса обуке деце наставља. Сада млади људи уче израду зелиџа у једној од 58 занатских школа у Мароку. Међутим, интересовање за учење заната опада. Од 2018. године, у занатској школи у Фесу са 400 уписаних ученика само 7 ученика учи како да прави зелиџ.